# Canton de Montiers-sur-Saulx
Le canton de Montiers-sur-Saulx est une ancienne division administrative française du département de la Meuse et de la région Lorraine.
Le canton est créé en 1790 sous la Révolution française. À la suite du redécoupage cantonal de 2014, le canton est supprimé.

## Géographie
Ce canton est organisé autour du chef-lieu Montiers-sur-Saulx et fait partie intégralement de l'arrondissement de Bar-le-Duc. Son altitude varie de 214 m (Ménil-sur-Saulx) à 400 m (Mandres-en-Barrois) pour une altitude moyenne de 303 m. Sa superficie est de 200,4 km2.

## Histoire
Le canton de Montiers-sur-Saux fait partie du district de Gondrecourt & Vaucouleurs,, créé par le décret du 30 janvier 1790 et qui sera simplifié en district de Gondrecourt.
Après la suppression des districts en 1795, le canton intègre l'arrondissement de Bar-le-Duc lors de la création de celui-ci en 1801.
À la suite du redécoupage cantonal de 2014, le canton est supprimé. Toutes les communes se retrouvent intégrées au canton de Ligny-en-Barrois.

## Composition
Le canton de Montiers-sur-Saulx réunit les 14 communes de :
| Nom                            | Code Insee | Intercommunalité       | Superficie (km2) | Population (dernière pop. légale) | Densité (hab./km2) |
| ------------------------------ | ---------- | ---------------------- | ---------------- | --------------------------------- | ------------------ |
| Montiers-sur-Saulx (chef-lieu) | 55348      | CC des Portes de Meuse | 44,55            | 453 (2014)                        | 10                 |
| Biencourt-sur-Orge             | 55051      | CC des Portes de Meuse | 12,38            | 116 (2014)                        | 9,4                |
| Le Bouchon-sur-Saulx           | 55061      | CC des Portes de Meuse | 5,42             | 253 (2014)                        | 47                 |
| Brauvilliers                   | 55075      | CC des Portes de Meuse | 9,26             | 157 (2014)                        | 17                 |
| Bure                           | 55087      | CC des Portes de Meuse | 18,39            | 82 (2014)                         | 4,5                |
| Couvertpuis                    | 55133      | CC des Portes de Meuse | 8,87             | 89 (2014)                         | 10                 |
| Dammarie-sur-Saulx             | 55144      | CC des Portes de Meuse | 11,34            | 450 (2014)                        | 40                 |
| Fouchères-aux-Bois             | 55195      | CC des Portes de Meuse | 5,57             | 152 (2014)                        | 27                 |
| Hévilliers                     | 55246      | CC des Portes de Meuse | 10,60            | 130 (2014)                        | 12                 |
| Mandres-en-Barrois             | 55315      | CC des Portes de Meuse | 17,71            | 127 (2014)                        | 7,2                |
| Ménil-sur-Saulx                | 55335      | CC des Portes de Meuse | 12,03            | 278 (2014)                        | 23                 |
| Morley                         | 55359      | CC des Portes de Meuse | 24,75            | 208 (2014)                        | 8,4                |
| Ribeaucourt                    | 55430      | CC des Portes de Meuse | 12,54            | 97 (2014)                         | 7,7                |
| Villers-le-Sec                 | 55562      | CC des Portes de Meuse | 6,99             | 130 (2014)                        | 19                 |

## Représentation

### Conseillers d'arrondissement (de 1833 à 1940)
| Période                                  | Période      | Identité                                                       | Étiquette   | Qualité |
| ---------------------------------------- | ------------ | -------------------------------------------------------------- | ----------- | --- |
| 1833                                     | 1848 (décès) | Louis Alexandre Colas (1779-1848)                              |             | Maitre de forges, maire de Montiers-sur-Saulx                                                               |
| 1848                                     | 1871         | François Marcel Alexandre Colas (1813-1893, fils du précédent) |             | Maitre de forges à Montiers-sur-Saulx                                                                       |
| 1871                                     | 1883         | Alphonse Lapôtre (1843-1897)                                   |             | Vétérinaire, maire de Montiers-sur-Saulx                                                                    |
| 1883                                     | 1889         | Jean-Baptiste Hyacinthe Lafolie                                |             | Régisseur, à Morley                                                                                         |
| 1889                                     | 1898         | Alphonse Lapôtre                                               |             | Vétérinaire, maire de Montiers-sur-Saulx                                                                    |
| 1898                                     | 1913         | Louis-Alcide Bernet                                            | Républicain | Industriel à Ménil-sur-Saulx                                                                                |
| 1913                                     | 1922         | Maxime-Nicolas Drouot                                          |             | Docteur en médecine à Montiers-sur-Saulx                                                                    |
| 1922                                     | 1925         | Albert Thomas                                                  |             | Industriel, maire de Montiers-sur-Saulx                                                                     |
| 1925                                     | 1931         | Léonce Maire                                                   | URD         | Géomètre à Montiers-sur-Saulx                                                                               |
| 1931                                     | 1934         | Charles Albert François                                        | Droite      | Inspecteur des Eaux et Forêts, maire de Fouchères-aux-Bois                                                  |
| 1935                                     | 1940         | M. Collot                                                      |             | Agriculteur, maire d'Hévillers                                                                              |
| 1940                                     |              |                                                                |             | Les conseils d'arrondissement ont été suspendus par la loi du 12 octobre 1940 et n'ont jamais été réactivés |
| Les données manquantes sont à compléter. |              |                                                                |             | |

Dès 1850 les frères Colas se lancent dans une politique d’acquisition de forges dans le département voisin de la Haute-Marne (Rachecourt 1852 ; Doulaincourt-Saucourt 1855 ; Bayard 1862 ; Donjeux 1867 ; Chevillon 1877), afin de les transformer en fonderies (sauf Rachecourt). Entre 1870 et 1872, période qui correspond à l’apogée de la société, l’activité de « Colas frères » s’exerce dans trois pôles distincts :
1) Fonte d’art et d’ornement (Montiers)
2) Fonte utilitaire et de bâtiment (Bayard)
3) Articles de forge et laminage pour constructions métalliques (Rachecourt), assemblage et rivetage (Montiers).
Le 2 mars 1872, Marcel-François-Alexandre Colas devint seul propriétaire de l’usine de Montiers et de ses dépendances

### Conseillers généraux de 1833 à 2015
| Période | Période          | Identité                                     | Étiquette          | Qualité                                                                                                   |
| ------- | ---------------- | -------------------------------------------- | ------------------ | --- |
| 1833    | 1859             | Nicolas Maxe Brichart                        |                    | Greffier du Tribunal civil de Bar-le-Duc, employé à la Préfecture                                         |
| 1859    | 1871             | Louis Alphonse Colas (1810-1880)             |                    | Maître de forges à Montiers-sur-Saulx et à Rachecourt (Haute-Marne)                                       |
| 1871    | 1873 (décès)     | Louis Alexandre Hippolyte Vivaux (1800-1873) |                    | Maître de forges Maire de Montiers-sur-Saulx                                                              |
| 1873    | 1877 (décès)     | Ernest Picard                                | Centre gauche      | Avocat, Ambassadeur Député (1858-1870 et 1871-1876) Sénateur inamovible (1875-1877)                       |
| 1877    | 1882 (décès)     | Alphonse Morin                               | Républicain        | Docteur en médecine Maire de Stainville                                                                   |
| 1882    | 1913 (décès)     | Auguste-Hyacinthe Salin                      | Républicain        | Maître de forges à Dammarie-sur-Saulx et Ecurey                                                           |
| 1913    | 1931 (décès)     | Louis Alcide Bernet                          | RG                 | Industriel Maire de Morley, conseiller d'arrondissement                                                   |
| 1931    | 1935 (démission) | Léonce Gabriel Georges Maire                 | URD                | Géomètre à Montiers-sur-Saulx, conseiller d'arrondissement                                                |
| 1935    | 1940             | Charles Albert François (1867-1948)          | Droite             | Lieutenant-colonel Inspecteur des Eaux et Forêts Maire de Fouchères-aux-Bois, conseiller d'arrondissement |
|         |                  |                                              |                    | |
| 1945    | 1970             | Jean-Pierre Salin                            | DVD                | Maître de forges à Dammarie-sur-Saulx                                                                     |
| 1970    | 1983 (décès)     | Luc Dessante                                 | Centriste puis DVD | Directeur de C.E.G. à Villers-le-Sec                                                                      |
| 1983    | 2001             | Jean-François Renard                         | UDF                | Industriel laitier à Biencourt-sur-Orge                                                                   |
| 2001    | 2008             | Sylvie Malfait-Benni                         | SE (DVD)           | Adjointe administrative, Montiers-sur-Saulx                                                               |
| 2008    | 2015             | Daniel Ruhland                               | DVD                | Chef d'entreprise Maire de Montiers-sur-Saulx (2014-2020) Elu en 2015 dans le Canton de Ligny-en-Barrois  |

## Démographie
| 1962  | 1968  | 1975  | 1982  | 1990  | 1999  | 2006  | 2011  | 2012  |
| ----- | ----- | ----- | ----- | ----- | ----- | ----- | ----- | ----- |
| 3 710 | 3 447 | 3 217 | 3 107 | 2 917 | 2 632 | 2 734 | 2 770 | 2 754 |